# Poecilodryas
A Poecilodryas  a madarak osztályának verébalakúak (Passeriformes) rendjébe és a cinegelégykapó-félék (Petroicidae) családjába tartozó nem.

## Rendszerezésük
A nemet John Gould írta le 1865-ben, az alábbi 4 vagy 6 faj tartozik ide:
- Poecilodryas hypoleuca
- Poecilodryas brachyura
- Poecilodryas cerviniventris
- Poecilodryas superciliosa
- Poecilodryas albonotata[2] vagy Plesiodryas albonotata[1]
- Poecilodryas placens[2] vagy Gennaeodryas placens[1]

## Előfordulásuk
Két faj Ausztrália, a többi Új-Guinea területén honos. Természetes élőhelyeik a szubtrópusi és trópusi erdők és cserjések. Állandó, nem vonuló fajok.

## Megjelenésük
Testhosszuk 13–19 centiméter közötti.

## Életmódjuk
Főleg rovarokkal és más kisebb ízeltlábúakkal táplálkoznak, de magvakat is fogyasztanak.